# Échelon central NEDEX
L'Échelon central NEDEX (neutralisation, enlèvement, destruction des explosifs)/EOD (explosive ordnance disposal)  est une unité militaire chargée de la protection des installations militaires en Île de France et de la formation de tous les spécialistes des armées chargés du désamorçage et de l'élimination de tous les engins explosifs, industriels ou artisanaux, à charges conventionnelles ou spéciales (radiologique, biologique, chimique) pouvant présenter un danger pour les forces militaires, sur le territoire national ou en opérations extérieures. L'ECN a été dissous en 2011 avec la création le 1er septembre 2011 du CIAM (centre Inter Armées Munex) à Angers. À la suite de cette dissolution, seul le groupe d'intervention NEDEX Île de France est resté actif à Villacoublay. 

## Historique
Après la seconde guerre mondiale, la responsabilité du débombage, désobusage et déminage sur l’ensemble du domaine public incombait au ministère de la reconstruction puis à la sécurité civile.
À la suite d’un accident mortel sur la base de Toulouse-Francazal, les premiers échelons NEDEX militaires (Neutralisation, Enlèvement, Destruction d’Explosif) furent mis en place par l’armée de l’air en 1971.
La nécessité de coordonner ces échelons et de prendre en compte la protection des points sensibles nucléaires, a conduit l’armée de l’air à décider la création d’un Échelon Central NEDEX en 1973. Au fur et à mesure de la structuration de la spécialité, les autres armées ainsi que la gendarmerie et la DGA rejoignent l’ECN.
Un  décret de 1976 consacre une approche « notariale » du traitement de ce danger, partageant les responsabilités entre le ministère de la Défense et le ministère de l'Intérieur : aux équipes militaires le domaine militaire (casernes, camps, bases, ports ainsi que l’estran), à la sécurité civile le domaine public et à la préfecture de police, Paris intra-muros.
Depuis, l’ECN est la « maison mère » des spécialistes de la Défense ayant la capacité d’intervention sur tous les types de munitions et restes explosifs de guerre (REG), ainsi que sur les « Engins Explosifs improvisés » (IED en anglais), ceci dans le cadre du contre-terrorisme sur le territoire national ou du contre-IED en OPEX.

## Statut
L’Échelon Central NEDEX/EOD est un organisme interarmées de l'armée de l'air, placé sous l'autorité opérationnelle directe de  l'état-major des armées, et sous tutelle organique de l'armée de l'air.
Son effectif est constitué de personnel des différentes armes (terre, air, marine) ainsi que de la Gendarmerie nationale et de la direction générale de l'Armement.

## Missions

### Une unité d'intervention
L'échelon central NEDEX-EOD remplit de multiples missions opérationnelles : 
- intervention de neutralisation sur les sites de la région parisienne appartenant au Ministère de la Défense (France);
- visites préventives de sécurité des avions gouvernementaux en liaison avec la Base aérienne 107 et le Service de protection des hautes personnalités (SPHP);
- participation au détachement central interministériel d'intervention technique du RAID en cas de menace terroriste NRBC à l'échelle nationale;
- renfort des démineurs de la sécurité civile pour la sécurisation des grands évènements (réunions de chefs d'État ou religieux, grands rassemblements commémoratifs, ...) ou la gestion de crise à caractère terroriste.

### Un centre de formation
L'échelon central NEDEX-EOD est le centre de formation des spécialistes du MINDEF et délivre 3 qualifications principales (brevets) au standard OTAN/EOD (Explosive Ordnance Disposal) :
- intervention sur munitions et engins conventionnels (IMEC) au standard OTAN « conventional munition disposal » (CMD) ;
- intervention sur engins explosifs improvisés (IEEI) au standard OTAN « improvised explosive device disposal » (IEDD) ;
- intervention sur munitions spéciales (IMS) au standard OTAN « biological and chemical munition disposal » (BCMD).

### Un centre d'expertise
L'échelon central NEDEX-EOD est détient l'expertise du domaine et conseille le  Chef d'État-major des armées. À ce titre il représente la France dans les réunions internationales OTAN ou de la Politique européenne de sécurité et de défense. Il est l’organisme chargé de définir et de valider les procédures de démilitarisation des munitions. Il participe, au processus du retour d'expérience et à la préparation des spécialistes NEDEX/EOD déployés en opérations extérieures. Dans ce cadre, il projette en permanence des spécialistes sur les théâtres d'opérations sensibles comme l'Afghanistan dans une mission EOD d’analyse post-attentat. Il assure également le dialogue avec les autres services de déminage  (Sécurité civile, Laboratoire central de la préfecture de Paris, partenaires étrangers).

### Une unité de soutien
Enfin une mission de soutien des matériels spécifiques NEDEX/EOD (robots, lots d’intervention, moyens d’investigation de détection…) en service et de développement des matériels futurs, en relation avec la Direction générale de l'Armement.